# Asphaeridiopus villosus
Asphaeridiopus villosus är en mångfotingart som beskrevs av Paul Auguste Remy 1945. Asphaeridiopus villosus ingår i släktet Asphaeridiopus och familjen fåfotingar. Inga underarter finns listade i Catalogue of Life.